# Mexihco
Mexihco was een van de drie centrale deelstaten van de Azteekse Driebond, beter bekend als het Azteekse rijk. De Azteekse Driebond werd gevormd in 1428. De hoofdstad van Mexihco was Tenochtitlan, dat ook meteen de hoofdstad van het gehele rijk was.
Aan elk van de drie staten stond een tlahtoani (Nahuatl voor 'spreker') aan het hoofd. De tlahtoani van Mexihco werd hueyi tlahtoani (grote spreker) genoemd, en stond aan het hoofd van het gehele rijk. De hueyi tlahtoani's worden doorgaans dan ook wel Azteekse keizers genoemd.
Het huidige land Mexico is naar Mexihco genoemd. De 'h' in Mexihco wordt niet altijd weergegeven. De h is in het Nahuatl de zogenaamde saltillo, die niet in elk dialect werd uitgesproken.
Mexihco · Tenochtitlan      
Acolhuacan · Texcoco      
Tecpanecahpan · Tlacopan